# Maria Kanellis-Bennett
Mary Louise Kanellis-Bennett (25 de febrero de 1982) es una luchadora profesional, modelo, cantante y actriz estadounidense de ascendencia griega que actualmente trabaja en All Elite Wrestling (AEW) cómo mánager.
Kanellis también es conocida por su carrera en promociones de lucha libre como World Wrestling Entertainment, Ring of Honor e Impact Wrestling.
Mary apareció algunas veces en la Ohio Valley Wrestling, y participó en Celebritie Apprentice en 2010. También trabajó para Mixed Martial Arts como entrevistadora entre bastidores y es conocida también por su tiempo con Ring of Honor e Impact Wrestling junto Mike Bennett. Su primer álbum como cantante se tituló Sevin Sins y se puso a la venta el 13 de abril de 2010 en iTunes, con su primer sencillo Fantasy. Lanzó su propia línea de fragancias llamada Signature en 2011. En 2019 se convirtió en la primera campeona embarazada, después de obtener el Campeonato 24/7 de la WWE.

## Inicios
Mary fue concursante del programa de telerrealidad Outback Jack en 2004 quedando entre las tres últimas participantes antes de ser eliminada.

## Vida personal
Está casada con el luchador Michael Benett, su boda se llevó a cabo el 10 de octubre de 2014 en una pequeña ceremonia a la que asistieron amigos cercanos y familiares. También tuvo una relación desde 2005 hasta 2008 con el luchador CM Punk, Después de un tiempo, Maria decidió por fin aceptar la oferta de Playboy para posar desnuda en la publicación. Su sesión de fotos se realizó en diciembre de 2007, para la promoción de WrestleMania XXIV, y se publicó en la edición de marzo de 2008.
Sus amigos la llaman "Boop". Kanellis en diversas entrevistas (especialmente las que dio desde su salida de WWE en 2010), relató sus malas experiencias con algunos de sus excompañeros, haciendo énfasis en: Triple H, Randy Orton, Kelly Kelly, Jillian Hall, Shelly Martínez, Nikki Bella, Carmella DeCesare y Melina Pérez, aunque hoy día tiene un trato cordial con la mayoría. Mientras que consideró a John Cena, Ashley Massaro y Mickie James las mejores personas que haya conocido en la empresa.
El 25 de septiembre del 2017, Maria dio a conocer que ella y su esposo se encontraban esperando su primera hija, después de revelar que estaba de 13 semanas de gestación. En 2020 la pareja anunció el nacimiento de su segundo hijo.

## Carrera

### World Wrestling Entertainment (2004-2010)

#### 2004-2005
Participó en el RAW Diva Search 2004. A pesar de no ganar el concurso, María fue contratada igualmente en la WWE. Maria comenzó en RAW como entrevistadora en el backstage. Recibió un personaje de "Rubia Estúpida", esto al equivocarse varias veces en sus entrevistas para dar un toque de comedia. Entre sus "víctimas", Kanellis llamó al luchador Edge como "The Edge", esto se repitió en otras cuántas en las que destacan, John Cena, The Big Show y Mick Foley. Maria gracias a su papel rápidamente se ganó una gran popularidad, teniendo como momento memorable la entrevista a Chris Masters por su sobrenombre "The Masterpiece" donde por error ella lo llamó "The Masturbate".

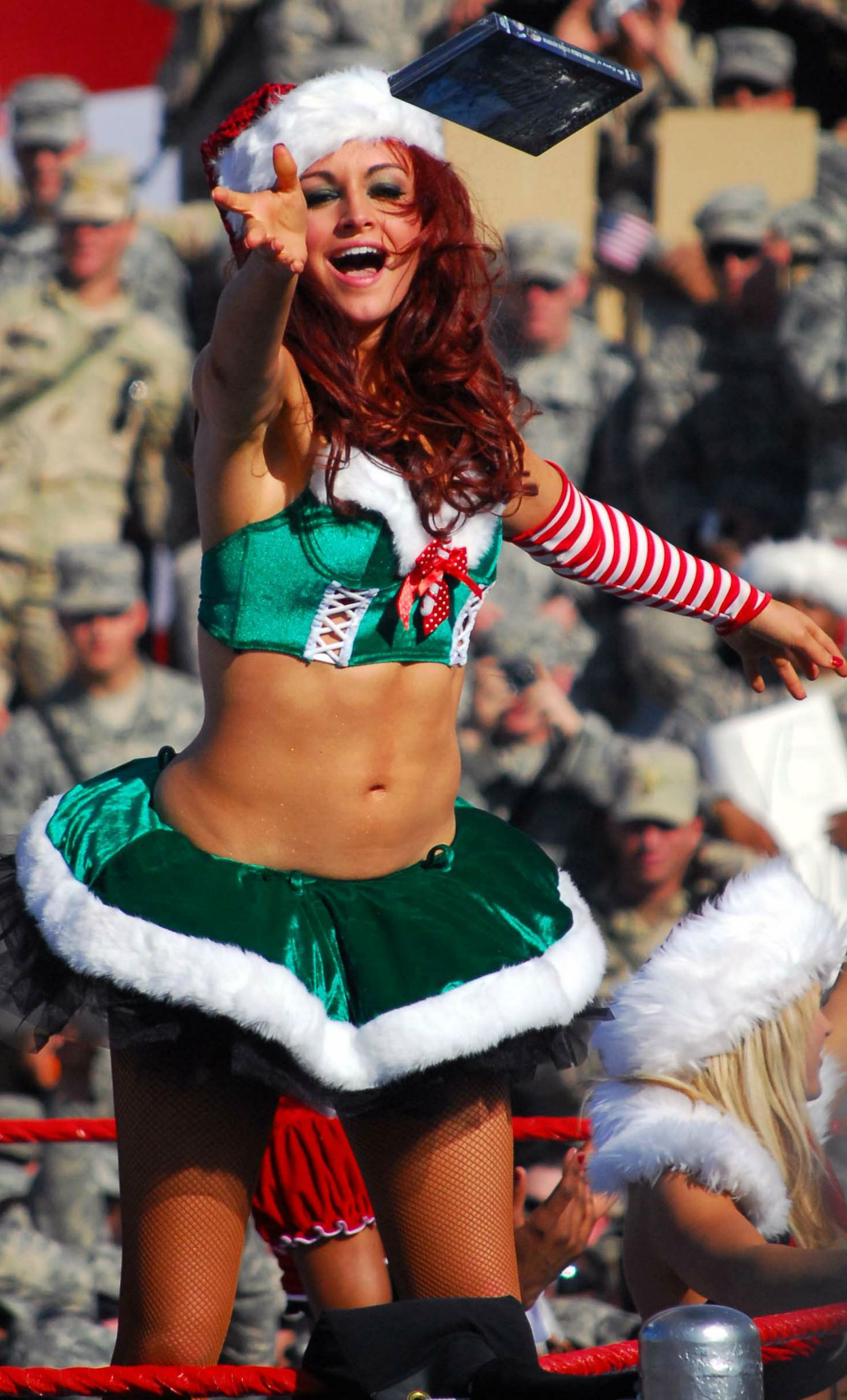
Kanellis en Tribute to the Troops.

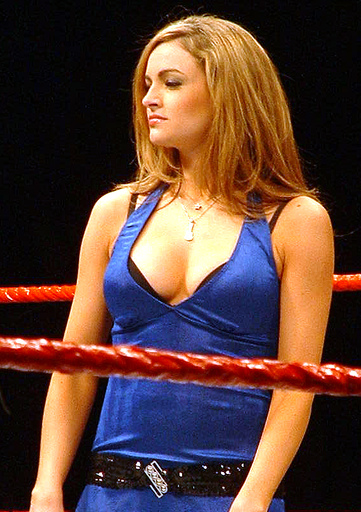
Mary empezando su carrera en 2006.

En 2005, Maria participó en su primera lucha televisada el 10 de enero en RAW. Se enfrentó a Christy Hemme, pero fue derrotada debido a una interferencia de Lillian García. El 31 de octubre en RAW, Maria participó en un concurso de Halloween, vestida de ángel. Recibió gran apoyo del público, pero Victoria y Candice Michelle la atacaron. Maria participó en Taboo Tuesday 2005 por el Campeonato Femenino, pero fue la primera eliminada.
El 14 de noviembre, Maria participó en una Diva Battle Royal en el tributo de Eddie Guerrero en RAW. Maria estuvo durante un largo rato en la lucha, sólo participando cuando veía la oportunidad de eliminar a una participante, además su estrategia funcionó, eliminando a Jillian Hall y a Victoria. El 28 de noviembre en RAW, Maria entrevistó al General Mánager de Raw Eric Bischoff sobre la idea de su eventual despido. Bishoff, rencoroso, la puso en una lucha con Kurt Angle. Maria fue noqueada con el "Angle Slam", pero John Cena salió a defenderla. El 5 de diciembre en RAW, Maria testificó en el juicio contra Eric Bischoff como General Manager. Mick Foley le hizo una pregunta a través de Mr. Socko, a lo que ella contestó, inusual e inteligentemente, "La semana pasada Bischoff abusó de su poder de manera maliciosa, y en esta precipitada decisión me puso en una lucha con Kurt Angle, está tiene que ser causa de su inmediato despido."
En diciembre de 2005 en el Tribute to the Troops, las superestrellas de RAW visitaron Afganistán para presentarse frente a los soldados. Maria y Candice Michelle derrotaron a Ashley Massaro y Trish Stratus en una lucha en parejas denominada "Santa's Helper Diva Tag Team Match".

#### 2006-2007
El 2 de enero de 2006 en RAW, Maria se enfrentó a Victoria. Después de que Victoria fallara un "Splash" en la esquina, Maria le pilló despistada, y le aplicó la cuenta, llevándose una sorpresiva victoria. Segundos después, fue atacada por las Vince's Devils (un grupo de lucha libre femenina), pero fue socorrida por Ashley Massaro. Durante el comercial, Vince McMahon anunció una "Bra & Panties Gauntlet Match para New Year's Revolution 2006 entre las cinco divas que se habían atacado en el ring.
En New Year's Revolution Maria fue la primera en ingresar, y eliminó a Candice Michelle y Torrie Wilson antes de ser eliminada por Victoria. La lucha la ganó Ashley Massaro.
El 6 de febrero en RAW, Maria hizo equipo con John Cena (quien la había besado para calmar sus nervios antes del combate) para enfrentarse a Edge y Lita en el evento central. Maria logró la cuenta sobre Lita, pero la logró después de que Cena lograra que Edge aplicara la "Spear" en Lita. El 20 de febrero en RAW, Maria compitió en una lucha para determinar a la retadora N.º 1 por el Campeonato Femenino. Maria, junto con Ashley, eliminó a Victoria, pero fue eliminada por Mickie James. El 6 de marzo, Maria perdió una lucha con Lita después de fallar una "Clothesline" y caer presa del "Lita DDT". Después de la lucha, Edge estaba preparando una "Spear" en Maria, pero John Cena corrió en su ayuda.
Durante ese tiempo, Maria comenzó a realizar el segmento "Kiss Cam" en WWE.com Unlimited, un segmento dedicado a hacer entrevistas a los diversos luchadores que participaban en los combates semanales de WWE.
Maria tuvo su primera oportunidad por el Campeonato Femenino en luchas de 1 contra 1 el 10 de abril de 2006 en RAW, siendo la primera persona en retar a la recién coronada Mickie James, pero Maria fue derrotada con muy poco esfuerzo. Maria participó en el "Extreme Strip Poker" en ECW el 10 de octubre representando a RAW. Durante la competencia, tuvo una lucha con Candice Michelle, quien la acusó de haber hecho trampa durante aquel combate, lo que terminó con una confrontación entre ambas esa noche, provocando que perdieran la parte superior de su bikini, viéndose obligadas a abandonar apresuradamente el escenario. El 16 de octubre, Maria ganó una "Fatal Four Way Bra and Panties Match" frente a Victoria, Candice Michelle, y Torrie Wilson para avanzar a las semifinales de un torneo para determinar a una nueva Campeona Femenina. Sin embargo, el 30 de octubre en RAW, Maria perdió en las semifinales frente a Lita.

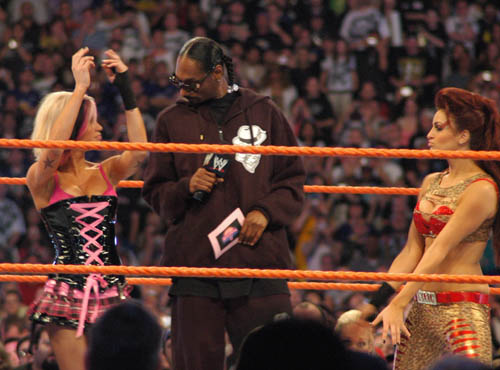
Maria con Ashley Massaro y Snoop Dog en WrestleMania XXIV.

El 1 de enero del 2007 en RAW, Maria intentó entrevistar a Kevin Federline, pero fue interrumpida por Melina, quien le dio una bofetada y le insultó. Esto las llevó a una lucha la misma noche, con Melina ganando con un "Roll-Up" después de que Maria fallara una "Dropkick". En New Year's Revolution 2007 Maria y Candice Michelle fueron a detener a Melina, quien quiso intervenir en la lucha entre Victoria y Mickie James por el Campeonato Femenino. En las dos semanas siguientes, Maria tuvo dos parejas distintas (Mickie James y Jeff Hardy, respectivamente) para enfrentarse a Melina con John Morrison, cuyo personaje en ese momento se llamaba Johnny Nitro. Maria perdió una lucha, pero ganó la segunda con Jeff.
En junio de 2007, Maria comenzó un "romance en pantalla" con Santino Marella, al cual acompañó en todos los combates por el resto del año.

#### 2008
Después de que Ashley regresara a principios de 2008, Kanellis protagonizaba segmentos en backstage en donde Ashley invitaba a Maria a ser la próxima portada de Playboy, lo que no le agradó a Santino Marella. En la edición del 18 de febrero de RAW, Maria derrotó a Beth Phoenix, ganando el derecho de estar en la revista, Candice Michelle hizo su regreso durante esa lucha, distrayendo a Phoenix y ayudando a Maria a ganar el combate. En la edición de RAW del 17 de marzo hizo equipo con Candice para luchar contra Jillian y Victoria. En esta lucha Candice se lesiona en la clavícula. Se comunicó más tarde que Ashley sustituiría a Candice en el "BunnyMania Lumberjack Match" de WrestleMania XXIV (combate donde participaría junto con Maria) debido a la lesión en la clavícula de Candice.

En Wrestlemania XXIV participó junto con Ashley en un "BunnyMania Match", perdiendo luego de que Beth Phoenix le aplicara un "Fisherman Suplex". En Backlash, participó en un "12 Diva Tag Team Match", misma lucha donde enfrentó a Beth Phoenix, Jilllian Hall, Melina, Layla, Natalya y Victoria formando equipo con Cherry, Kelly Kelly, Ashley Massaro, Michelle McCool y Mickie James, sin embargo su equipo salió derrotado.

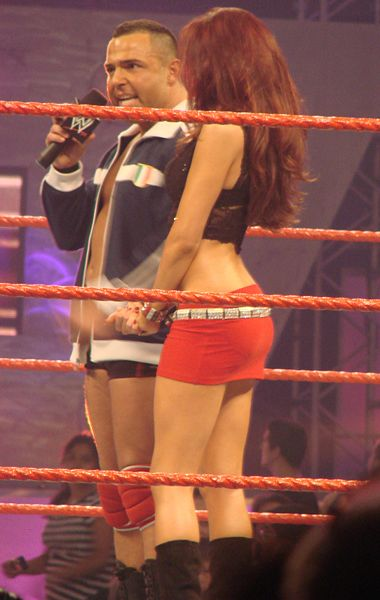
Kanellis haciendo un segmento junto a Santino Marella en 2008.

En el Draft anual Maria fue transferida de Raw a Smackdown. Esta hizo su debut enfrentando a Victoria, ganando la lucha. Hizo equipos con Michelle McCool y Cherry en un olimpicus match el 8 de agosto contra Natalya, Maryse y Victoria, ganando el equipo rival. En la edición de Smackdown! del 17 de octubre, Maria, derrotó a Natalya, Brie Bella, Victoria y Maryse; por lo que consiguió una oportunidad por el Campeonato de Divas de la WWE que poseía en ese momento Michelle Mccool. 
El 14 de noviembre, María tuvo su combate por el Campeonato de Divas de la WWE, pero salió derrotada frente a la campeona Michelle Mccool, después tuvo una pelea contra Maryse por una nueva oportunidad por el WWE Divas Championship donde perdió. El 14 de diciembre participó en una lucha de equipo en Armageddon derrotando junto con Michelle McCool, Mickie James y Kelly Kelly a Maryse, Victoria, Natalya y Jillian luego que Michelle McCool cubriera a esta última. El 26 de diciembre fue réferi especial en la lucha entre Michelle McCool y Maryse por el WWE Divas Championship, donde Maryse se coronó campeona, después de esto McCool atacó a Maria, culpándola de perder su título cambiando a Heel.

#### 2009-2010
Hizo su regreso el 23 de enero de 2009 atacando a Michelle McCool. Durante las semanas siguientes, tuvo varios combates contra McCool, junto a Eve Torres. Participó en la Miss WrestleMania 25 Diva Battle Royal de WrestleMania XXV, pero no logró ganar al ser eliminada por Victoria, siendo "Santina Marella" quien ganara el combate. Tras esto empezó una relación romántica con Dolph Ziggler. Debido al "complot" entre Michelle McCool y Layla. En Night Of Champions acompañó a Ziggler en su combate contra Rey Mysterio. Maria terminó su relación amistosa con Melina, debido a que fotografiarón a McCool con Ziggler y Maria pensó que era un truco de Melina para separarla de Ziggler. En SummerSlam participó en un battle royal, pero fue eliminada por Katie Lea Burchill. El 10 de octubre, Ziggler terminó con Maria ya que en una pelea por el Campeonato Intercontinental, Dolph preparó una silla para golpear a John Morrison y Maria retiró la silla de su lugar para sentarse, lo que le costó la lucha a Ziggler y la relación que tenían. Tras un tiempo ausente, hizo su regreso el 4 de diciembre a SmackDown salvando a Mickie James de un ataque de LayCool. El 14 de diciembre en RAW, ganó el premio Slammy a Diva de año 2009 compitiendo contra todas las demás Divas en una votación por internet.
A inicios de 2010 comenzó una relación amorosa con Matt Hardy , y junto a The Great Khali tuvieron un pequeño feudo con The Hart Dynasty, lo que los llevó a diversos combates en "Superstars". El 26 de febrero fue despedida de la empresa.

### Ring of Honor (2011-2015)

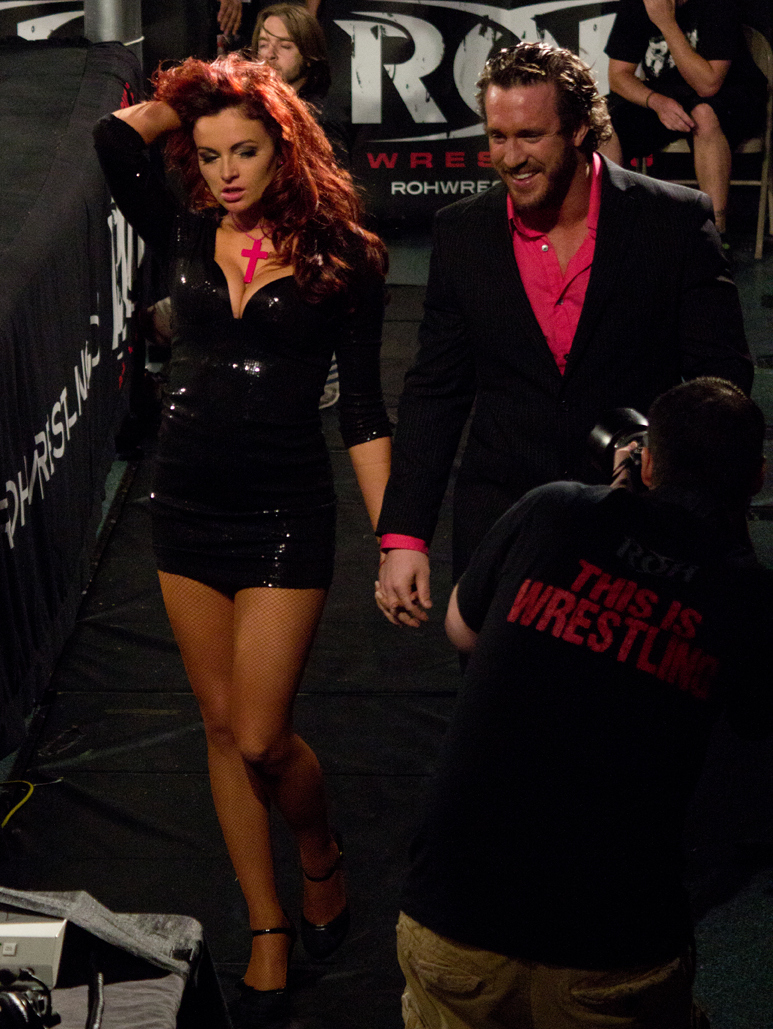
Mary junto con su esposo en ROH'S Showdown in the Sun, en marzo del 2012.

Maria confirmó en su Twitter que aparecería en Ring of Honor, acompañando a su novio Mike Bennett en el evento Final Battle el 23 de diciembre. Sin embargo, no pudo ganar el título. Tras esto, fue añadida al roster de la empresa y continuó acompañando a su novio Mike Bennetten a las grabaciones de Ring of Honor Wrestling, donde se la apodó la "First Lady of ROH". El 21 de junio en las grabaciones de Ring of Honor Wrestling, ella, Bennett y Brutal Bob atacaron a Adam Cole y Eddie Edwards, pero fueron salvados por Sara Del Rey, quien entró al ring y le aplicó a Maria un "ankle lock". Esto les llevó a un combate en Boiling Point donde Del Rey & Edwards derrotaron a Mike Bennett & Kanellis.2014-2015 Mantiene una rivalidad con ODB y Briscoes, Kanellis es Heel junto su pareja Mike Bennett. A mediados-finales de 2015, Maria y Bennett abandonaron ROH tras no llegar a un acuerdo.

### Family Wrestling Entertainment (2012-2014)
Maria hizo su debut en la Family Wrestling Entertainment el 25 de febrero de 2012, como parte de un torneo para coronar a la primera Campeona Femenina de la FWE, derrotando a Tara. En la final se enfrentó a Winter el 25 de febrero, derrotándola y ganando el campeonato, siendo este su primer título de lucha libre. Sin embargo, lo perdió en su primera defensa el 25 de marzo ante Winter en un combate en el que también luchaba Rosita. Tuvo su revancha el 28 de julio, donde derrotó a Winter, ganando por segunda vez el campeonato. El 16 de febrero de 2013, en el evento No Limits, retuvo el título ante Angelina Love. El 10 de abril de 2014 perdió el título ante Ivelisse Vélez.

### Crossfire Wrestling (2012)
En 2012, entró a formar parte de la empresa Crossfire Wrestling como la Directora Creativa. El 17 de marzo de 2012, en las grabaciones de Crossfire Wrestling, apareció en un segmento tras bastidores, hablando del evento y de la luchadora Jessicka Havok. El 19 de mayo, en otras grabaciones, suspendió a Havok y contrató a Reby Sky.

### Total Nonstop Action Wrestling (2016-2017)
Maria debutó en TNA bajo el nombre de Maria Kanellis-Bennett durante el evento en vivo en POP TV el 5 de enero de 2016 donde introdujo a su esposo Mike Bennett, quien también firmó contrato con la empresa siendo este dúo aclamado como "The Miracle" que la TNA necesitaba. El 2 de febrero encaró a Gail Kim durante un segmento pero escapó del ring al ser retada a luchar. El 23 de febrero del 2016 en Impact Wrestling Lockdown Gail Kim la invitó a competir en una lucha por equipos, a lo cual Maria aceptó, Sin embargo ella apareció solo para ponerle candado a la celda, causando la derrota de Gail Kim, Madison Rayne & Velvet Sky ante The Dollhouse (Jade, Marti Bell y Rebel). 
El 1 de marzo de 2016 tuvo en segmento con Gail Kim en Impact Wrestling, y cuando Gail Kim la iba a atacar ella escapo. Finalmente hizo su debut en el ring de TNA el 15 de marzo en una lucha de relevos mixtos entre ella y Mike Bennett "The Miracle" contra Gail Kim y Drew Galloway, la participación de Maria fue mínima pero aun así consiguió la victoria para su equipo. El 19 de abril en Impact Wrestling, Maria ganó un ladder match para convertirse en la nueva Comisionada de la Knockouts Division. El 13 de agosto (emitido el 1 de septiembre) pacto una lucha donde forzó a su asistente Allie a dejarse derrotar para así convertirse en la Campeona de las Knockouts.El 2 de octubre en Bound For Glory fue derrotada por Gail Kim perdiendo el título. En el Impact Wrestling siguiente atacó a Gail Kim después de ganar ante Sienna y pactó su revancha dónde poniendo en juego la carrera de Gail Kim, sin embargo Kanellis salió nuevamente derrotada, poco después empezaría una rivalidad con Allie aliada con Laurel y Sienna, sin embargo esta no tuvo mucha duración después de que Mike y Maria pidieran su liberación de contrato unas semanas después.

### World Wrestling Entertainment (2017-2020)

#### 2017-2018
El 8 de abril de 2017 Maria volvió a firmar con WWE junto con su esposo Mike Bennett. Finalmente hizo su regreso a WWE junto con su esposo Mike en el evento  Money in the Bank como Heel el 18 de junio. Durante las siguientes semanas apareció en SmackDown haciendo promos junto a Mike sobre el poder del amor, hasta que el 27 de junio fueron interrumpidos por Sami Zayn, comenzando un feudo con él. En Battleground acompañó a Mike en su combate contra Sami, donde fue derrotado. Posteriormente, después de verano, se supo que estaría inactiva varios meses por su embarazo y la recuperación de su esposo. 
El 22 de enero del 2018 apareció en el 25 Aniversario de Raw en un segmento junto a The Bella Twins, Maryse, Kelly Kelly, Lilian García, Trish Stratus, Jacqueline, Michelle McCool, Terri Runnels y Torrie Wilson, siendo presentadas como algunas de las mejores féminas que han estado en dicho programa a lo largo de todos esos años. María regresó el 10 de octubre en 205 Live con Mike después de que Lince Dorado fue derrotado por Lio Rush, ordenando a Mike que atacara a Lince Dorado.
El 28 de octubre en el primer PPV femenino del nombre WWE Evolution, regresó al ring luchando en una batalla real, donde consiguió eliminar a The IIconics junto con otras SuperStars femeninas del pasado, pero no logró ganar ya que terminó siendo eliminada por Nia Jax. Poco después, Mike y Maria se aliaron con TJ Perkins teniendo un feudo contra Lucha House Party (Kalisto, Lince Dorado y Gran Metalik) en 205 Live.

#### 2019-2020
El 27 de enero de 2019 en Royal Rumble, participó en el Royal Rumble femenino, apareciendo en la posición #15, sin embargo, no logró ganar siendo eliminada por Alicia Fox. Tras esto, siguió acompañando a Mike en sus combates, interfiriendo y provocando distracciones a sus oponentes. En WrestleMania 35 participó en el WrestleMania Women's Battle Royal, pero fue eliminada por Ember Moon. El 11 de junio, Mike y Maria amenazaron al General Mánager de 205 Live Drake Maverick, diciéndole que si no les daban la oportunidad que merecían desde hace tiempo terminarían sus contratos. El 1 de julio hizo su regreso a Raw junto a Mike siendo derrotados por Becky Lynch y Seth Rollins. Tras la lucha una enfurecida Maria anunció que estaba embarazada, para posteriormente humillar y recriminar a Mike por haberse rendido tan rápido en el combate, empezando un ángulo que en semanas posteriores se le vería abusar verbalmente de Mike. El 29 de julio en Raw, Maria obtuvo su primer campeonato dentro de la empresa al coronarse Campeona 24/7 después de obligar a su esposo a dejarse ganar, convirtiéndose así en la primera embarazada en ganar un campeonato en WWE. Posteriormente lo perdería frente a Mike y este a su vez contra R-Truth. El 16 de septiembre en Raw anunció que el hijo que estaba esperando era varón, pero que no era de Mike, si no de Ricochet, y más tarde dijo que era de Rusev. Pero en realidad fue una mentira y solamente dijo eso para fastidiarle. Su storyline sería cancelado por lo que desaparecería de WWE junto a su esposo.
El 15 de abril de 2020, WWE anunció que como medida de ahorro para la empresa debido al COVID-19, se verían obligados a hacer un recorte de personal, por lo que tanto Mary como su esposo fueron liberados de la empresa después de estar tres años bajo contrato.

### Regreso a Ring of Honor (2020-2021)
El 20 de diciembre de 2020, ROH anunció el regreso de María a través de sus plataformas de redes sociales, cuando María presentó "The Experience", donde los fanáticos pueden discutir e influir sobre ROH en línea.

### Regreso a Impact Wrestling (2022)
En Hard To Kill, el 8 de enero de 2022, María hizo su regreso a TNA, ahora conocida como Impact Wrestling, junto con Mike Bennett, Matt Taven, PCO y Vincent, donde atacaron a Eddie Edwards, Rich Swann, Willie Mack, Heath & Rhino.
El 8 de octubre de 2022, se anunció que Bennett, Kanellis, Taven y Vincent habían dejado Impact Wrestling.

### All Elite Wrestling (2022-presente)
María hizo su debut en All Elite Wrestling (AEW) en el episodio del 14 de octubre de 2022 de AEW Rampage, junto a Mike Bennett y Matt Taven, interrumpiendo la celebración de la victoria de FTR y Shawn Spears.

## Carrera artística

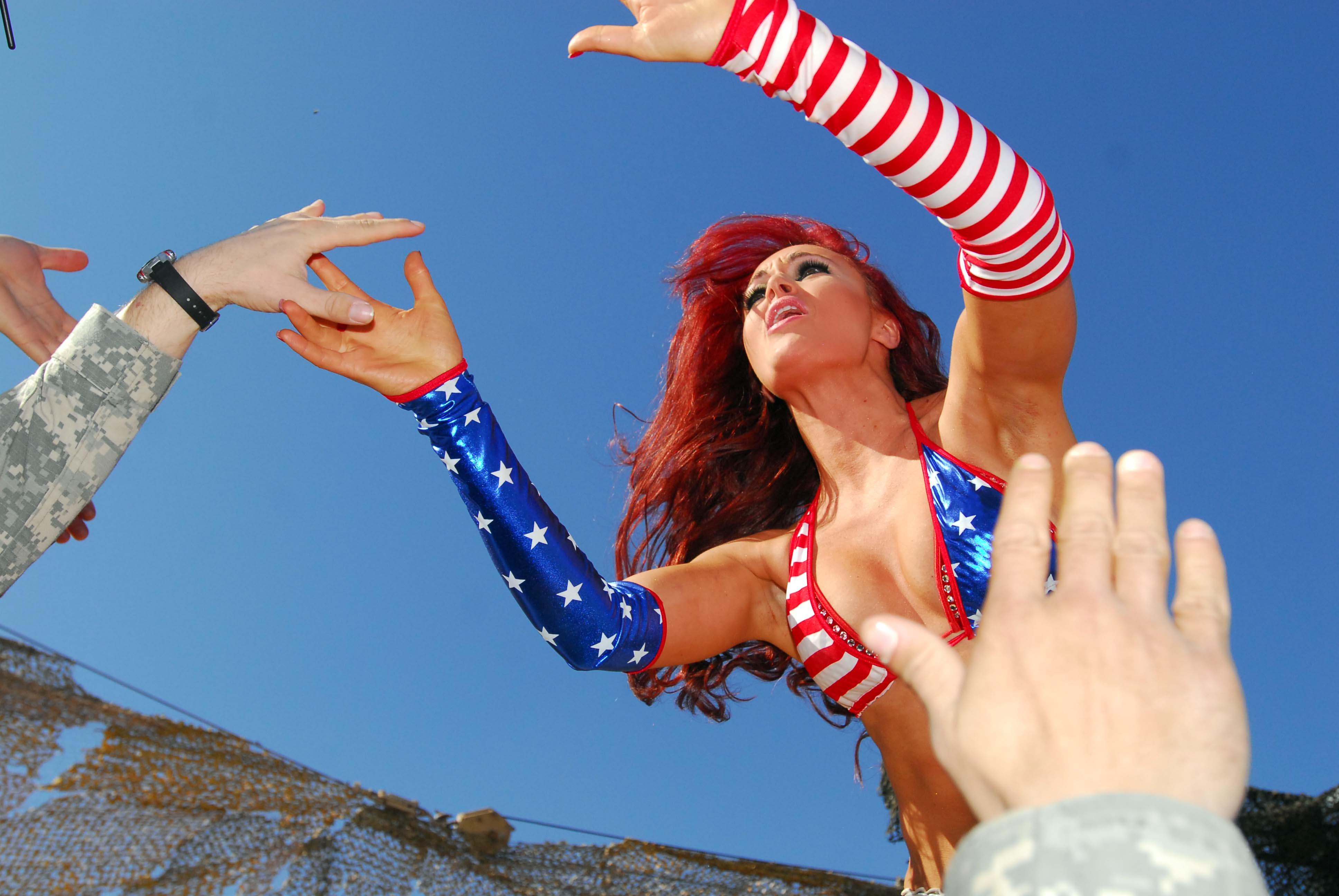
Kanellis en Tribute to the Troops.

Maria formó parte del equipo Tenacity, en Celebritie Apprentice. El 21 de marzo de 2010, emprendió como mánager, el proyecto llamado "Kodak Moments", el cual consistía en recaudar la mayor cantidad de dinero, a través de Kodak, la muy famosa empresa en fotografías. Su proyecto consistió en fotografiar las personas, para editar dichas fotos en computadora, añadiéndole un cinturón de la WWE, para hacerlos lucir como campeones.
Resultó ganadora junto a su equipo, por haber recaudado $20,000 dólares para la caridad.
Kanellis tuvo su debut en HDNet el 26 de marzo de 2010, como entrevistadora en backstage en el evento King of the Cage. Después de varias semanas participando en Celebritie Apprentice, Maria fue despedida el 16 de mayo (semifinal) junto a otras dos personas, debido a que en una entrevista que le realizaron, llamó de un modo a uno de los Trump, lo que molestó a Donald Trump, siendo así el motivo de su despedida del Show. El 28 de junio se estrenó su primer vídeo musical titulado "Fantasy", que fue liberado en iTunes para comprarlo y así poder verlo.
Maria apareció en el Divamania tour en 2011 junto a otras ex divas como Taryn Terrell, Jillian Fletcher y Candice. 
Confirmó ser parte del reparto para la película Purple Plague participando como protagonista de la misma, que tiene una fecha tentativa de lanzamiento para octubre de 2011, en el mismo año lanza su propia línea de fragancias llamada "Signature" en tres diferentes presentaciones.

## Videojuegos
Kanellis ha aparecido en algunos juegos de la WWE, los cuales son:
| Año  | Juego                     | Notas                                              | Marca          |
| ---- | ------------------------- | -------------------------------------------------- | -------------- |
| 2007 | WWE SmackDown vs Raw 2008 | Debut - Como NPC.                                  | RAW            |
| 2008 | WWE SmackDown vs Raw 2009 | Con traje extra DLC, exclusivo para PS3/Xbox 360   | SmackDown      |
| 2009 | WWE SmackDown vs Raw 2010 | Participa en el modo Road to WrestleMania de Edge. | SmackDown      |
| 2018 | WWE 2K19                  | Como DLC.                                          | SmackDown Live |
| 2019 | WWE 2K20 y WWE SuperCard  |                                                    | RAW            |

## Campeonatos y logros
- Family Wrestling Entertainment
  - FWE Women's Championship (2 veces)

- Pro Wrestling Illustrated
  - Situada en el N.º 21 en los PWI Female 50 de 2008[44]

- Total Nonstop Action Wrestling
  - TNA Knockouts Championship (1 vez)

- World Wrestling Entertainment/WWE
  - WWE 24/7 Championship (1 vez)
  - Slammy Award por Diva of the Year (2009)[45]